# Crystal (Virginia Occidental)
Crystal es un área no incorporada ubicada en el condado de Mercer (Virginia Occidental), Estados Unidos. Está registrada en el Servicio Geológico de Estados Unidos con fecha de entrada del 30 de octubre de 2011.
El número de identificación asignado por el Sistema de Información de Nombres Geográficos es 2707599.

## Geografía
Se encuentra a una altitud de 684 m s. n. m. (2244 pies) según el Servicio Geológico.